# Liste des épisodes des Supers Nanas

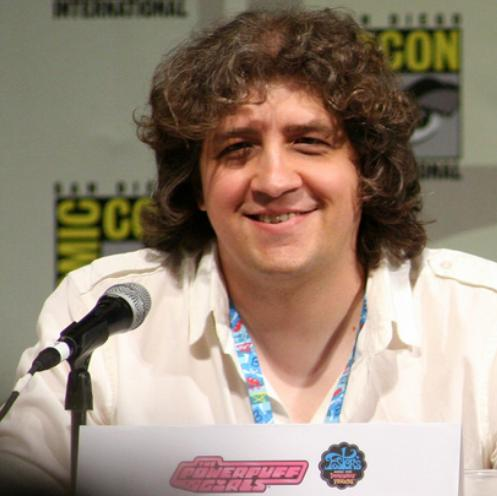
Craig McCracken, créateur de la série.

Les Supers Nanas est une série d'animation américaine créée par Craig McCracken pour la chaîne télévisée Cartoon Network. La série est initialement lancée sous le nom de Whoopass Stew, créée par McCracken durant ses études à la California Institute of the Arts en 1992. Deux courts-métrages supplémentaires, Meat Fuzzy Lumkins et Crime 101, ont été diffusés dans l'émission World Premiere Toons de Cartoon Network. La série est officiellement diffusée le 18 novembre 1998, en six saisons, et avec un total de 78 épisodes. Un épisode spécial Noël, et un autre spécial dixième anniversaire, ont été diffusés. 

## Périodicité
| Saison | Saison | Date épisodes | Diffusion originale | Diffusion originale |
| Saison | Saison | Date épisodes | Premier épisode     | Dernier épisode     |
| ------ | ------ | ------------- | ------------------- | ------------------- |
|        | 1      | 13            | 18 novembre 1998    | 27 mai 1999         |
|        | 2      | 13            | 25 juin 1999        | 30 juin 2000        |
|        | 3      | 13            | 28 juillet 2000     | 6 avril 2001        |
|        | 4      | 10            | 20 avril 2001       | 13 décembre 2002    |
|        | 5      | 14            | 5 septembre 2003    | 9 avril 2004        |
|        | 6      | 15            | 16 avril 2004       | 25 mars 2005        |

## Épisodes

### Première saison (1998–1999)
| No. de série | No. de saison | Titre                                                                                     | Date de diffusion | Date de diffusion |
| --- | ------------- | ----------------------------------------------------------------------------------------- | ----------------- | ----------------- |
| 1 | 1             | Les Joyaux d'Anubis / La Fiancée du professeur Monkey See, Doggie Do / Mommy Fearest      | 18 novembre 1998  |                   |
| - Les Joyaux d'Anubis : Mojo Jojo vole les joyaux d'Anubis. Grâce à leurs pouvoirs, il transforme toute la population de Townsville en chien. - La Fiancée du professeur : Le professeur rencontre une jolie jeune femme dans un supermarché et en tombe amoureux. Il l'invite chez lui mais découvre qu'il s'agit d'une imposture. |               |                                                                                           |                   |                   |
| 2 | 2             | Les insectes attaquent / Les trois jolies nanas Insect Inside / Powerpuff Bluff           | 25 novembre 1998  |                   |
| - Les insectes attaquent : La ville est envahie par les cafards, les trois filles sont chargées de la libérer. - Les trois jolies nanas : Trois affreux bandits s'évadent de prison. En cavale, ils commettent leurs délits déguisés en Supers Nanas. Dans la confusion ce sont les Supers Nanas qui sont reconnues coupables et emprisonnées. |               |                                                                                           |                   |                   |
| 3 | 3             | La Dispute / L'Épidémie Octi Evil / Geshundfight                                          | 2 décembre 1998   |                   |
| - La Dispute : Diable Rouge prend les commandes sur Bulle par l'intermédiaire de sa peluche et essaie de désunir les Supers Nanas. - L'Épidémie : Les Invertébrés veulent devenir de vrais criminels. Ils commettent ainsi leur pire crime en rendant tout Townsville malade. |               |                                                                                           |                   |                   |
| 4 | 4             | La bande des ripoux / Grofilou Buttercrush / Fuzzy Logic                                  | 9 décembre 1998   |                   |
| - La bande des ripoux : Rebelle a le béguin pour Ace, le chef de la Bande des Ripoux. La Bande profite de cette opportunité pour mettre Bulle et Belle en danger. - Grofilou : Grosfilou développe un sens aigu de la propriété. Il décide d'annexer Townsville et de mettre tous ses habitants K.O. |               |                                                                                           |                   |                   |
| 5 | 5             | Discophobie / Abracadavra Boogie Frights / Abracadaver                                    | 16 décembre 1998  |                   |
| - Discophobie : Les Supers Nanas tentent de faire exploser une boule à facette géante censée cacher derrière le soleil dans l'espace et provoquer une nuit perpétuelle. Pendant ce temps, des monstres de la nuit essayent de détruire Townsville. - Abracadavra : Al Usion, un illusionniste zombie, revient des ténèbres pour terroriser Townsville. Il prend Belle pour une petite fille qui aurait ruiné sa carrière jadis.                                           |               |                                                                                           |                   |                   |
| 6 | 6             | Coups de fils anonymes / Cas de conscience Telephonies / Tough Love                       | 23 décembre 1998  |                   |
| - Coups de fils anonymes : La bande des Ripoux sème la panique auprès des Supers Nanas en les appelant, se faisant passer pour le maire en danger. - Cas de conscience : Lui possède tous les alliés des Supers Nanas. Ils sont agressifs avec les trois filles qui sont obligées de combattre ceux qu'elles aiment. |               |                                                                                           |                   |                   |
| 7 | 7             | Concurrence / Le retour de Mojo Jojo Major Competition / Mr. Mojo's Rising                | 5 janvier 1999    |                   |
| - Concurrence : Les habitants de Townsville se tournent vers un nouveau super héros, Majorman, et délaissent ainsi les Supers Nanas. Mais ce concurrent s'avère être un imposteur avec ses mises en scènes par des coups montés. - Le retour de Mojo Jojo : Mojo Jojo kidnappe le professeur Utonium. Quand les Supers Nanas vont à sa rescousse, elles découvrent que Mojo Jojo est en réalité leur frère.                                                               |               |                                                                                           |                   |                   |
| 8 | 8             | Colle ras le bol / Chaud effroi Paste Makes Waste / Ice Sore                              | 13 janvier 1999   |                   |
| - Colle ras le bol : Rebelle se moque d'Elmer, un petit garçon de son école, parce qu'il mange de la colle. Elle refuse de s'excuser. À la récré, Elmer avale accidentellement une mouche toxique qui est tombé dans la colle, et il se transforme en géant de colle. - Chaud effroi : Une chaleur d'enfer s'abat sur Townsville : une boule de feu géante fonce droit sur la ville. Pour Belle c'est le moment idéal de perfectionner son nouveau super pouvoir glaçant. |               |                                                                                           |                   |                   |
| 9 | 9             | Méchante bulle / La vérite toute nue Bubblevicious / The Bare Facts                       | 20 janvier 1999   |                   |
| - Méchante bulle : Bulle, qui en a assez d'être considérée comme un bébé, s'entraîne à être forte et courageuse pour qu'elle décide de combattre seule. - La vérite toute nue : Mojo Jojo kidnappe le maire et lui bande les yeux. S'il ne peut rien voir, il entend que les Supers Nanas, venues le sauver, n'arrêtent pas de rire. |               |                                                                                           |                   |                   |
| 10 | 10            | L'œil de chat / La destitution Cat Man Do / Impeach Fuzz                                  | 27 janvier 1999   |                   |
| - L'œil de chat : Bulle, Belle et Rebelle adoptent un chat blanc. Ce dernier hypnotise le professeur Utonium pour s'approprier un diamant qui donne un pouvoir aux chats de Townsville. - La destitution : Grofilou remporte les élections pour devenir maire. Mais son prédécesseur n'a pas l'intention de se laisser faire. |               |                                                                                           |                   |                   |
| 11 | 11            | La folie de Mojo Jojo / Le voleur de couleurs Just Another Manic Mojo / Mime for a Change | 2 février 1999    |                   |
| - La folie de Mojo Jojo : Mojo Jojo se lève du mauvais pied. La journée est très mal partie pour lui. Les Supers Nanas brisent la fenêtre de Mojo Jojo avec une balle qu'elles viennent ensuite récupérer chez lui. - Le voleur de couleurs : Bariolé le clown bénéfique perd ses couleurs et sa mémoire en heurtant une citerne remplie de javel. Il se met alors à voler progressivement toutes les couleurs de la ville et du parc de Townsville.                      |               |                                                                                           |                   |                   |
| 12 | 12            | Les Sales Petits Mecs The Rowdyruff Boys                                                  | 7 avril 1999      |                   |
| Pour venir à bout des Supers Nanas, Mojo Jojo crée les Sales Petits Mecs dans la prison, leurs doubles masculins. Elles sont presque vaincues, mais elles rétorquent avec une arme secrète : la gentillesse et le baiser. |               |                                                                                           |                   |                   |
| 13 | 13            | Dynamo-dynamite Uh Oh Dynamo                                                              | 28 mai 1999       |                   |
| Par peur pour ses filles, le professeur Utonium construit La Super Nana Dynamo, un super robot géant. Les Supers Nanas sont réticentes à s'en servir, elles préfèrent vaincre par leurs propres moyens. Mais le jour vient où elles y sont bien obligées. Elles gagnent la bataille de justesse contre un gigantesque poisson-ballon, mais, dans le processus, elles détruisent aussi la ville.                                                                           |               |                                                                                           |                   |                   |

### Deuxième saison (1999–2000)
| No. de série | No. de saison | Titre | Date de diffusion | Date de diffusion |
| --- | ------------- | --- | ----------------- | ----------------- |
| 14 | 1             | L'argent ne fait pas le super héros / Du grabuge à l'école Stuck Up, Up and Away / Schoolhouse Rocked               | 25 juin 1999      |                   |
| - L'argent ne fait pas le super héros : Princesse Plénozas, une nouvelle élève à l'école des Supers Nanas, croit pouvoir s'acheter des super pouvoirs et veut faire partie de leur groupe. Quand ces dernières refusent, elle fait une crise et se retourne contre elles. - Du grabuge à l'école : Un inspecteur d'académie force le gang des véreux à aller à l'école. Ils se trouvent dans la classe des filles. |               | |                   |                   |
| 15 | 2             | Le collectionneur / Le super vilain Collect Her / Supper Villain                                                    | 6 août 1999       |                   |
| - Le collectionneur : Un collectionneur compulsif tente de posséder tous les produits à l'effigie des Supers Nanas. - Le super vilain : Les nouveaux voisins des Supers Nanas, les Smith, semblent être agréables — jusqu'à ce que le père Harold Smith révèle sa véritable nature en tant que super méchant, prenant le Professeur en otage. |               | |                   |                   |
| 16 | 3             | Colis piégés / Les nanas se rebiffent Birthday Bash / Too Pooped to Puff                                            | 20 août 1999      |                   |
| - Colis piégés : En prison, Mojo Jojo, Princesse, et les Invertébrés complotent en envoyant leurs cadeaux respectifs à l'anniversaire des Supers Nanas. - Les nanas se rebiffent : Les Supers Nanas décident de cesser d'aider les habitants, ce qui ne s'avère pas facile quand ils se retrouvent livrés à eux-mêmes. |               | |                   |                   |
| 17 | 4             | L'invasion des brocoloïdes / Le bain de Rebelle Beat Your Greens / Down n' Dirty                                    | 10 septembre 1999 |                   |
| - L'invasion des brocoloïdes : Des aliens brocoloïdes envahissent Townsville et veulent conquérir le monde. - Le bain de Rebelle : Rebelle ne voit aucun intérêt à se laver, comme le font ses sœurs. Néanmoins, elle apprend que l'hygiène est importante lorsqu'il faut combattre le crime. |               | |                   |                   |
| 18 | 5             | Le Marchand de sable / A malin malin et demi Dream Scheme / You Snooze You Lose                                     | 24 septembre 1999 |                   |
| - Le Marchand de sable : Le Marchand de sable tente de trouver le sommeil, mais il en est incapable du fait qu'il s'occupe du sommeil des autres. Il construit alors une machine capable d'endormir tout le monde. Endormies, les Supers Nanas doivent le stopper dans leur rêve. - A malin malin et demi : Mojo Jojo perd son plan le plus diabolique pour piéger les Supers Nanas. Ce plan tombe malencontreusement dans les mains des Invertébrés. Les Supers Nanas, pensant qu'il s'agit d'un manège, les aide à le construire. |               | |                   |                   |
| 19 | 6             | La reconnaissance de Billy / Mojo Jojo deux Slave the Day / Los Dos Mojos                                           | 8 octobre 1999    |                   |
| - La reconnaissance de Billy : Après avoir été sauvé d'un train, Big Billy quitte la Bande des Ripoux pour prouver sa reconnaissance aux Supers Nanas. - Mojo Jojo deux : Après avoir été frappée à la tête, Bulle croit être Mojo Jojo quand elle est amnésique. |               | |                   |                   |
| 20 | 7             | Crime surprise / Coup de chaud à l'heure d'hiver A Very Special Blossom / Daylight Savings                          | 26 novembre 1999  |                   |
| - Crime surprise : Après une bataille contre le méchant, Belle aperçoit le cadeau hors de prix dont rêvait le Professeur pour la Fête des pères. Elle le vole sans que quiconque ne s'en aperçoive et le lui offre. - Coup de chaud à l'heure d'hiver : Les filles sont constamment épuisées leurs journées à combattre le crime ; Mlle. Keane convainc alors le Professeur d'instaurer un couvre-feu à 7:30, une bonne nouvelle pour les méchants de Townsville.. |               | |                   |                   |
| 21 | 8             | Un job pour Mojo Jojo / Bibo, l'obibé Mo Job / Pet Feud                                                             | 18 février 2000   |                   |
| - Un job pour Mojo Jojo : Les deux méchants les plus égocentriques de Townsville, Mojo Jojo et Princesse, s'allient afin de voler les pouvoirs des Supers Nanas. - Bibo, l'obibé : Le Professeur invente un petit animal domestique pour les filles, Bibo. Il leur indique clairement qu'il ne doit manger qu'une seule et unique fois dans sa vie au risque d'une croissance incontrôlable. |               | |                   |                   |
| 22 | 9             | Lutin copain / Rage printanière Imaginary Fiend / Cootie Gras                                                       | 17 mars 2000      |                   |
| - Lutin copain : Un nouvel élève très timide s'invente un ami imaginaire du nom de Patches, qui lui pose des problèmes. Les filles doivent alors combattre cet ami imaginaire par leur imagination. - Rage printanière : Un élève de la classe des Supers Nanas semble avoir la rage et tout le monde le fuit. Mojo Jojo voyant qu'il est craint par les filles, en fait à la fois son complice et son arme. |               | |                   |                   |
| 23 | 10            | Pluie d'ennui, déluge de rire / Voisins, voisines The Powerpuff Girls Best Rainy Day Adventure Ever / Just Desserts | 28 avril 2000     |                   |
| - Pluie d'ennui, déluge de rire : Pendant une journée pluvieuse, les filles ne trouvent aucun méchant à combattre, et décident alors d'organiser leur propre combat en utilisant leur imagination. - Voisins, voisines : Dans cette suite de l'épisode Le super vilain, la famille Smith veut se venger pour avoir envoyé Harold en prison, et d'avoir gâché le diner de sa femme. |               | |                   |                   |
| 24 | 11            | Une quatrième Super Nana / Une super doudou Twisted Sister / Cover Up                                               | 26 mai 2000       |                   |
| - Une quatrième Super Nana : Les filles tentent de se créer une quatrième Super Nana, qu'elles baptiseront Bisou. Néanmoins, elle fait tout le contraire de ce que font les filles, libère et aide les méchants. - Une super doudou : Rebelle pense que le doudou de son enfance en fait d'elle une super-combattante. |               | |                   |                   |
| 25 | 12            | Le démon de la vitesse / Méfiez-vous du Jojo Speed Demon / Mojo Jonesin'                                            | 2 juin 2000       |                   |
| - Le démon de la vitesse : Les filles font une course jusqu'à leur école, mais terminent dans un avenir post-apocalyptique conséquence de leurs années d'absence. Désormais, tous les habitants de la ville sont à la merci de Lui. - Méfiez-vous du Jojo : Un groupe de quatre enfants dans la même classe que les Supers Nanas veulent également combattre le crime et avoir des super-pouvoirs. Ils croisent alors Mojo Jojo sous couverture leur proposant de l'agent chimique X, qu'il leur donnera seulement s'ils acceptent d'annihiler les Supers Nanas.                                                                        |               | |                   |                   |
| 26 | 13            | Mademoiselle Bellum l'usurpatrice / Mojicha, la fête des supers nanas Something's a Ms. / Slumbering with the Enemy | 30 juin 2000      |                   |
| - Mademoiselle Bellum l'usurpatrice : Mlle Bellum utilise ses pouvoirs de séductrice afin de tromper le maire, pour qu'il la laisse finir plus tôt. Après enquête, il s'avère que Mlle Bellum est en réalité Sédusa, qui a fait prisonnière la vraie Mlle Bellum. - Mojicha, la fête des supers nanas : Les Supers Nanas invitent toutes les filles pour une pyjama party pour faire la fête ce soir. Mojo Jojo décide de s'y inviter sous le pseudonyme de Mojicha. Lorsque les filles s'aperçoivent de la supercherie, Mojo Jojo prend pleinement part à la fête, une ruse pour se débarrasser une bonne fois pour toutes des filles. |               | |                   |                   |

### Troisième saison (2000–2001)
| No. de série | No. de saison | Titre                                                                                                | Date de diffusion | Date de diffusion |
| --- | ------------- | --- | ----------------- | ----------------- |
| 27 | 1             | Vieux grigou et antimites / Coupe-coupe badaboum Fallen Arches / The Mane Event                      | 20 juillet 2000   |                   |
| - Vieux grigou et antimites : Un trio de vieux super-méchants retraités reprennent leurs méfaits, et les filles doivent convaincre un super-héros retraité et son acolyte de reprendre leur service contre le mal. - Coupe-coupe badaboum : Bulle et Rebelle ayant accidentellement coupé les cheveux de Belle, celle-ci reçoit les brimades de ses sœurs et de tous les habitants de Townsville. |               | |                   |                   |
| 28 | 2             | La ville maudite / Mojo jojo baby-sitter Town and Out / Child Fearing                                | 18 août 2000      |                   |
| - La ville maudite : Les filles et le Professeur emménagent dans une ville appelée Cityville, et les filles veulent offrir leur aide à la ville ; cependant, les dégâts qu'elles ont causées en arrêtant deux voleurs vont leur coûter cher. - Mojo jojo baby-sitter : Mojo Jojo est appelé pour surveiller les filles pendant une nuit. |               | |                   |                   |
| 29 | 3             | Un mauvais calcul Criss Cross Crisis                                                                 | 8 septembre 2000  |                   |
| L'une des expériences du Professeur Utonium échoue, et tous les habitants de la ville se retrouvent avec un corps différent. |               | |                   |                   |
| 30 | 4             | Bulle perd la vue / Crimes et délits Bubblevision / Bought and Scold                                 | 15 septembre 2000 |                   |
| - Bulle perd la vue : Bulle ne pouvant pas frapper correctement une fourmi géante attaquant la ville, ses deux sœurs l'emmènent voir le Professeur pour un examen. Elle s'avère souffrir d"une sévère myopie et doit porter des lunettes au risque d'être brimée par Belle et Rebelle. - Crimes et délits : Le père de Princesse achète Townsville, et Princesse décide de légaliser le crime et corrompe les forces de l'ordre. |               | |                   |                   |
| 31 | 5             | La vengeance du hamster / Beignets et déconfiture Twiggy With It / Cop Out                           | 22 septembre 2000 |                   |
| - La vengeance du hamster : C'est au tour de Mitch de s'occuper de Twiggy, le hamster de la classe, mais les Supers Nanas n'ont pas confiance et décident de le suivre. - Beignets et déconfiture : Mike Brokowski est l'un des pires policiers de Townsville. Il est renvoyé de son poste pour cause de flemmardise ; il accuse les Supers Nanas de son renvoi et compte bien se venger d'elles. |               | |                   |                   |
| 32 | 6             | L'exploit de bulle / Mojo Jojo et la tête d'Anubis Three Girls and a Monster / Monkey See, Doggy Two | 6 octobre 2000    |                   |
| - L'exploit de bulle : Un gigantesque et indestructible monstre fait son apparition dans Townsville. Belle utilise la réflexion, et Rebelle la force brute pour essayer d'en venir à bout. Néanmoins, la douce personnalité de Bulle parvient à convaincre le monstre de partir. - Mojo Jojo et la tête d'Anubis : Dans cette suite de l'épisode Les Joyaux d'Anubis, Mojo Jojo vole une nouvelle fois les Joyaux et la tête d'Anubis réparées pour changer le monde en chien. Cette fois, il a pris toutes les précautions nécessaires pour empêcher de se faire mordre au derrière comme la dernière fois. Cependant, son plan échoue encore par les supers nanas. |               | |                   |                   |
| 33 | 7             | Le diamant / Les nouvelles héroïnes Jewel of the Aisle / Super Zeroes                                | 20 octobre 2000   |                   |
| - Le diamant : Un voleur réussit à s'emparer d'un diamant et à échapper aux Supers Nanas ; néanmoins, il le fait accidentellement tomber dans une boite de céréales dans une usine. Cette boîte atterrit dans la maison des Supers Nanas, et il tente tout pour le récupérer, y compris même de se déguiser en leur mascotte préférée. - Les nouvelles héroïnes : Les filles tentent de copier la personnalité de leurs héroïnes préférées de comics. Elles ne parviennent cependant pas à sauver Townsville. |               | |                   |                   |
| 34 | 8             | Les bonbons / Chatastrophe Candy is Dandy / Catastrophe                                              | 10 novembre 2000. |                   |
| - Les bonbons : Les filles obtiennent une récompense à chaque fois qu'elles sauvent la ville : des bonbons. Cependant, les choses tournent mal lorsqu'elles en veulent toujours plus. - Chatastrophe : Les filles combattent un blob géant, apparemment insensible à leurs attaques. Lorsqu'elles s'aperçoivent qu'ils cherchent le chat qu'il a perdu, elles le retrouvent et le blob quitte Townsville. |               | |                   |                   |
| 35 | 9             | La montgolfière / La ronde des jouets Hot Air Buffoon / Ploys R' Us                                  | 1er décembre 2000 |                   |
| - La montgolfière : Le maire décide de veiller sur sa ville après avoir été sévèrement critiqué par sa femme de ménage. Lui et mademoiselle Bellum embarquent alors dans une montgolfière. Cependant, il cause beaucoup plus de dégâts en procédant de cette manière. - La ronde des jouets : Les filles se réveillent pendant plusieurs nuits consécutives entourées de jouets. Ces jouets, qui leur ai donnés par le Professeur souffrant de somnambulisme, sont en réalité volés la nuit dans un magasin. |               | |                   |                   |
| 36 | 10            | Le gobeur de cerveau / D'égales à égales The Headsucker's Moxy / Equal Fights                        | 5 janvier 2001    |                   |
| - Le gobeur de cerveau : Un petit bonhomme suce les informations depuis le cerveau des habitants de Townsville. - D'égales à égales : Une super-vilaine et féministe radicale nommée Femme Fatale enseigne aux filles la manière dont les hommes contrôle les femmes. |               | |                   |                   |
| 37 | 11            | Super prof Powerprof.                                                                                | 9 février 2001    |                   |
| À chaque fois que le professeur planifie de faire quelque chose avec les filles, elles doivent partir en mission. Elles lui manquent alors il décide de se fabriquer un super costume pour pouvoir les accompagner en mission. Mais, le professeur est si protecteur qu'il fait honte aux Supers Nanas. |               | |                   |                   |
| 38 | 12            | Les dents longues / Quatre méchants dans le vent Moral Decay / Meet the Beat Alls                    | 9 février 2001    |                   |
| - Les dents longues : Rebelle prend goût aux pièces qu'elle réussit à collecter en ramassant les dents de tous les supers-vilains qu'elle croise. - Quatre méchants dans le vent : Mojo Jojo, Lui, Princesse, et Grofilou décident de s'allier contre les filles. L'épisode est un hommage aux Beatles. |               | |                   |                   |
| 39 | 13            | Un cœur gros comme une baleine / Castagne aux supers bonbecs Helter Shelter / Power Lunch            | 6 avril 2001      |                   |
| - Un cœur gros comme une baleine : L'amour de Bulle pour les animaux va trop loin. Elle décide d'héberger un baleineau et de le cacher aux yeux du Professeur. - Castagne aux supers bonbecs : Après avoir mangé des sucreries et subi les rayons laser lors d'un combat avec les filles, la bande des Ripoux obtient des super-pouvoirs. Ace a des pouvoirs givrants, Le serpent le pouvoir de s'étirer, Arturo la vitesse, Grubber un rot surpuissant, et Big Billy le pouvoir de se matérialiser en rocher. |               | |                   |                   |

### Quatrième saison (2001–2002)
| No. de série | No. de saison | Titre                                | Date de diffusion | Date de diffusion |
| --- | ------------- | ------------------------------------ | ----------------- | ----------------- |
| 40 | 1             | Les Super Nanas superstars Film Flam | 20 avril 2001     |                   |
| Bernie Bernstein, un producteur hollywoodien vient à Townsville pour tourner un film sur les Super Nanas. Il demande l'autorisation de tourner dans la banque sans policiers à proximité. |               |                                      |                   |                   |
| 41 | 2             | Les monstres de craie All Chalked Up | 27 avril 2001     |                   |
| Après une dispute avec Rebelle, Bulle s'isole dans la forêt. Elle découvre que l'endroit est enchanté et fait la connaissance d'un papillon qui lui donne une craie magique. Elle peut désormais créer le monde qu'elle veut avec ses dessins.                                                                                               |               |                                      |                   |                   |
| 42 | 3             | Le portail temporel Get Back Jojo    | 4 mai 2001        |                   |
| À l'école, lors d'une journée consacrée aux métiers, le professeur présente sa dernière invention aux élèves de la classe. Il s'agit d'un portail temporel. Mojo Jojo, qui passait par là, s'intéresse à l'exposé et convainc le professeur de régler le portail sur le jour où il s'est intéressé à la science.                             |               |                                      |                   |                   |
| 43 | 4             | Les défis défilent Him Diddle Riddle | 11 mai 2001       |                   |
| Lui défie les Supers Nanas pour une série de neuf épreuves autrement le professeur paiera. |               |                                      |                   |                   |
| 44 | 5             | Une nouvelle amie Super Friends      | 18 mai 2001       |                   |
| Les Supers Nanas ont une nouvelle voisine, Robin, avec laquelle elles s'entendent très bien. Malheureusement elles ont des obligations et doivent parfois délaisser leur amie. Princesse, qui a toujours voulu être une Super Nana, profite de la situation.                                                                                 |               |                                      |                   |                   |
| 45 | 6             | Club privé Members Only              | 25 mai 2001       |                   |
| C'est le Sommet 2000, de l'Association Mondiale des Supers Héros. Les Supers Nanas réussissent avec brio les épreuves leur permettant d'intégrer la congrégation. Mais les participants s'opposent à cette admission. |               |                                      |                   |                   |
| 46 | 7             | Nanas contre nanos Nano of the North | 1er juin 2001     |                   |
| Une pluie terrible s'abat sur Townsville, une pluie dont chaque goutte contient un nanobot : un robot miniature qui détruit tout sur son passage. Pour pouvoir vaincre les nanobots, les Supers Nanas doivent se réduire à leur taille |               |                                      |                   |                   |
| 47 | 8             | Une nouvelle recrue Stray Bullet     | 8 juin 2001       |                   |
| Les Supers Nanas sauvent un petit écureuil d'un aigle et le ramènent à la maison. Mais l'animal est très malade. Bulle décide de lui donner de l'agent chimique X pour le sauver, ce qui donne des supers pouvoirs à l'écureuil, rebaptisé Bravoure. Il combat auprès des Supers Nanas, mais vient un temps où il doit retourner à la forêt. |               |                                      |                   |                   |
| 48 | 9             | Force majeure Forced Kin             | 22 juin 2001      |                   |
| Une force extra-terrestre très puissante menace Townsville, forçant les Supers Nanas à demander de l'aide à Mojo Jojo. Quand tout semble perdu pour Townsville et ses habitants, Mojo Jojo perd la tête et détruit la force. |               |                                      |                   |                   |
| 49 | 10            | Danger : contrefaçon Knock It Off    | 13 juillet 2001   |                   |
| Dick, un ancien ami de fac du professeur est de passage à Townsville et lui rend visite. Il découvre les Supers Nanas et pense pouvoir en tirer un bénéfice financier. Dick les convainc de lui donner la formule de leur création ainsi que de l'agent chimique X. Puis il commercialise les « Supers Nanaz », des doubles bas de gamme.    |               |                                      |                   |                   |

### Cinquième saison (2003–2004)
| No. de série | No. de saison | Titre                                                                               | Date de diffusion | Date de diffusion |
| --- | ------------- | ----------------------------------------------------------------------------------- | ----------------- | ----------------- |
| 50 | 1             | Le coup de foudre / Une petite faiblesse Keen on Keane / Not So Awesome Blossom     | 6 décembre 2002   |                   |
| - Le coup de foudre : Le jour de la Saint-Valentin, les filles remarquent que Mlle Keane est toute seule. Elles tentent de mieux lui faire connaître le professeur. - Une petite faiblesse : Les plans d'attaque de Belle échouent un à un, et elle perd confiance en elle. |               |                                                                                     |                   |                   |
| 51 | 2             | Cauchemar Power-Noia                                                                | 13 décembre 2002  |                   |
| Les filles sont paralysées par leur pire peur. |               |                                                                                     |                   |                   |
| 52 | 3             | Monstra ville / Faites le taire Monstra-city / Shut the Pup Up                      | 5 septembre 2003  |                   |
| - Monstra ville : Le maire ayant vendu la propriété de l'Île des monstres, ceux-ci se dirigent sur Townsville et doivent cohabiter avec les humains. - Faites le taire : Après avoir été témoin d'un crime, Le Chien qui parle doit rester chez les Supers Nanas dans le cadre du programme de protection des témoins. Les filles essayent d'en savoir plus sur ce crime, mais le Chien qui parle les offense sans le faire exprès. |               |                                                                                     |                   |                   |
| 53 | 4             | Gros caprice / Diviser pour mieux régner Toast of the Town / Divide and Conquer     | 12 septembre 2004 |                   |
| - Gros caprice :Le maire boit accidentellement l'agent chimique X et devient géant. - Diviser pour mieux régner : Les Supers Nanas utilisent les maths pour combattre la multiplication des invertébrés... |               |                                                                                     |                   |                   |
| 54 | 5             | Sale temps pour un voleur / La bague au doigt Burglar Alarmed / Shotgun Wedding     | 19 septembre 2004 |                   |
| - Sale temps pour un voleur : Le professeur est épuisé après avoir préparé une thèse. Les Supers Nanas doivent combattre un cambrioleur sans le réveiller. - La bague au doigt : Le Professeur est pris par erreur pour la femelle de Grofilou , tombé amoureux. |               |                                                                                     |                   |                   |
| 55 | 6             | Sauver Mojo Jojo / Le Monstre remplaçant Save Mojo / Substitute Creature            | 26 septembre 2003 |                   |
| - Sauver Mojo Jojo : Mojo Jojo gagne le respect d'un groupe de bénévoles capables de le protéger. - Le Monstre remplaçant : Les Supers Nanas croient à tort que le remplaçant de Mademoiselle Keane, un monstre extrêmement sympathique, veut nuire aux élèves. |               |                                                                                     |                   |                   |
| 56 | 7             | Le retour des garçons The Boys Are Back in Town                                     | 6 novembre 2003   |                   |
| Les Sales Petits Mecs sont de retour et doivent se protéger des Supers Nanas. |               |                                                                                     |                   |                   |
| 57 | 8             | Le bien et le mal See Me, Feel Me, Gnomey                                           | 2003              |                   |
| Un gnome offre la paix à Tonwsville en échange des pouvoirs des Supers Nanas. Cet épisode est chanté. |               |                                                                                     |                   |                   |
| 58 | 9             | Accident / Filles contre garçons Pee Pee G's / Boy Toys                             | 13 novembre 2003  |                   |
| - Accident : Les filles découvrent que leur lit est mouillé, mais aucune ne veut avouer le méfait. - Filles contre garçons : Princesse devient temporairement une Super Nana. |               |                                                                                     |                   |                   |
| 59 | 10            | Prenez-en de la graine / Souvenirs, souvenirs Seed No Evil / The City of Clipsville | 25 novembre 2003  |                   |
| - Prenez-en de la graine : Un homme des cavernes congelé reprend vie et tente de s'emparer des graines de la ville. - Souvenirs, souvenirs : Clips Show jamais montrés au cours de la série. |               |                                                                                     |                   |                   |
| 60 | 11            | Vilains mensonges / On a changé Bulle Lying Around the House / Bubble Boy           | 9 janvier 2004    |                   |
| - Vilains mensonges : Les filles mentent au sujet d'un monstre. - On a changé Bulle : Bulle se déguise en son homologue masculin, lequel ayant été capturé par les filles. |               |                                                                                     |                   |                   |
| 61 | 12            | Tout sur les Supers Nanas / Privées de pouvoir A Documentary / Girls Gone Mild      | 16 janvier 2004   |                   |
| - Tout sur les Supers Nanas : Un réalisateur effectue un documentaire sur les filles. - Privées de pouvoir : Deux parents ultra stricts interdisent aux Supers Nanas de se servir de leurs pouvoirs. |               |                                                                                     |                   |                   |
| 62 | 13            | Le nouveau mot / La course à la fortune Curses / Bang for Your Buck                 | 2 avril 2004      |                   |
| - Le nouveau mot : Les filles apprennent un mot ordurier dont elles abusent... - La course à la fortune : Les filles et le gang des véreux s'affrontent dans une course de charité pour Mojo Jojo. |               |                                                                                     |                   |                   |
| 63 | 14            | Cinéma muet / Doux et choux Silent Treatment / Sweet 'N' Sour                       | 9 avril 2004      |                   |
| - Cinéma muet : Les filles se retrouvent attirées dans un film muet alors qu'elles étaient au cinéma. - Doux et choux : Les Supers Nanas doivent trouver un moyen de battre la nouvelle bande de criminels de Townville : un groupe d'animaux adorables... |               |                                                                                     |                   |                   |

### Sixième saison (2004–2005)
| No. de série | No. de saison | Titre                                                                                                  | Date de diffusion | Date de diffusion |
| --- | ------------- | --- | ----------------- | ----------------- |
| 64 | 1             | L'avorton écervelé / L'intruse Prime Mates / Coupe D'Etat                                              | 16 avril 2004     |                   |
| - L'avorton écervelé : Mojo Jojo découvre qu'un de ses anciens disciples veut se venger de lui... - L'intruse : Le professeur délaisse les filles au profit d'une nouvelle voiture.                              |               | |                   |                   |
| 65 | 2             | Zen, soyons zen / Oncle Eugène Makes Zen to Me / Say Uncle                                             | 23 avril 2004     |                   |
| - Zen, soyons zen : Rebelle suit un entraînement afin de se pacifier. - Oncle Eugène : Les filles prennent accidentellement un monstre amateur de guimauve pour leur oncle Eugène.                               |               | |                   |                   |
| 66 | 3             | Dévastation puante / Puzzle magique Sassafra Reeking Havoc / Live & Let Dynamo                         | 30 avril 2004     |                   |
| - Dévastation puante : Le chili du professeur fait des ravages. - Puzzle magique Sassafra : Les sœurs essaient de détruire Dynamo.                                                                               |               | |                   |                   |
| 67 | 4             | Le Mo langage. / Je l'ai encore fait Mo' Linguish / Oops, I Did It Again                               | 7 mai 2004        |                   |
| - Le Mo langage. : Mojo Jojo enseigne le langage à l'université de Townsville. - Je l'ai encore fait : Le professeur rêve qu'il a créé accidentellement des petites filles normales.                             |               | |                   |                   |
| 68 | 5             | Mic maquillage A Made Up Story                                                                         | 14 mai 2004       |                   |
| Belle est la seule à tenir tête à une styliste diabolique. |               | |                   |                   |
| 69 | 6             | Erreur de traduction / La nuit du maire Little Miss Interprets / Night Mayor                           | 25 juin 2004      |                   |
| - Erreur de traduction : Les filles se méprennent sur le but du professeur. - La nuit du maire : Les filles pénètrent dans le subconscient du maire afin de résoudre son cauchemar.                              |               | |                   |                   |
| 70 | 7             | La fête des pères / L'attaque des écureuils Custody Battle / The City of Nutsville                     | 2 juillet 2004    |                   |
| - La fête des pères : Lui et Mojo Jojo se battent pour savoir qui est le meilleur père des Sales Petits Mecs - L'attaque des écureuils : Bulle se retrouve blessée quand une armée d'écureuils envahit la ville. |               | |                   |                   |
| 71 | 8             | Le retour de Sedusa Aspirations                                                                        | 9 juillet 2004    |                   |
| Sédusa veut se venger des filles. |               | |                   |                   |
| 72 | 9             | Ce n'est pas mon bébé / Paroles de singe That's Not My Baby / Simian Says                              | 16 juillet 2004   |                   |
| - Ce n'est pas mon bébé : Les filles doivent s'occuper d'un bébé et essaient de retrouver la mère du bambin. - Paroles de singe : Le narrateur est remplacé par Mojo Jojo.                                       |               | |                   |                   |
| 73 | 10            | Crime solaire / Triste ville Sun Scream / The City of Frownsville                                      | 23 juillet 2004   |                   |
| - Crime solaire : Les filles souffrent de coups de soleil. - Triste ville : Un scientifique veut répandre la misère en ville et rendre tout le monde malheureux.                                                 |               | |                   |                   |
| 74 | 11            | Mojo le Kid West in Pieces                                                                             | 30 juillet 2004   |                   |
| Les Supers Nanas du Far West combattent le Kid Mojo. |               | |                   |                   |
| 75 | 12            | Mélange étonnant/ À l'abordage Crazy Mixed Up Puffs / Mizzen in Action                                 | 20 août 2004      |                   |
| - Mélange étonnant : Les Supers Nanas deviennent siamoises. - À l'abordage : Un pirate affronte les filles. |               | |                   |                   |
| 76 | 13            | Vive les vacances / C'est géant Roughing It Up / What's the Big Idea?                                  | 27 août 2004      |                   |
| - Vive les vacances : La famille Utonium affronte celle de Grofilou. - C'est géant : Mojo Jojo agrandit les filles et celles-ci deviennent gigantesques.                                                         |               | |                   |                   |
| 77 | 14            | À chacun son pouvoir / Sacrée télé Nuthin' Special / Neighbor Hood                                     | 25 mars 2005      |                   |
| - À chacun son pouvoir : Rebelle veut savoir si elle possède un pouvoir particulier. - Sacrée télé : Un faux animateur télé veut escroquer la ville grâce à une émission truquée.                                |               | |                   |                   |
| 78 | 15            | La médium en perd la boule / Où est passé poulpette ? I See a Funny Cartoon in Your Future / Octi-Gone | 25 mars 2005      |                   |
| - La médium en perd la boule : Les filles tentent de piéger un médium. - Où est passé poulpette ? : Bulle veut retrouver l'agresseur de sa peluche.                                                              |               | |                   |                   |

## Épisodes spéciaux

### Dixième anniversaire
| Titre                                               | Date de diffusion | Date de diffusion |
| --------------------------------------------------- | ----------------- | ----------------- |
| Vive les Supers Nanas ! The Powerpuff Girls Rule!!! | 19 janvier 2009   |                   |
|                                                     |                   |                   |

### Version CGI
Le 28 janvier 2013, un épisode spécial CGI intitulé Danse avec les Supers Nanas est annoncée pour une diffusion aux États-Unis fin 2013. À la fin de l'année, cependant, l'émission est prévue pour le 20 janvier 2014.
| Titre                                                          | Date de diffusion | Date de diffusion |
| -------------------------------------------------------------- | ----------------- | ----------------- |
| Danse avec les Supers Nanas The Powerpuff Girls: Dance Pantsed | 20 janvier 2014   | 19 avril 2014     |
|                                                                |                   |                   |

### Téléfilm
| Titre                                               | Date de diffusion | Date de diffusion |
| --------------------------------------------------- | ----------------- | ----------------- |
| Il faut sauver Noël Twas the Fight Before Christmas | 7 octobre 2003    |                   |
|                                                     |                   |                   |